# التأثير الإيجابي
التأثير الإيجابي هو القدرة على التحليل البناء لحالة حيث لا تتحقق فيها النتائج المطلوبة، لكن لا زال الحصول على ردود أفعال إيجابية تساعد في التقدم مستقبلا.

## في الوصف
عند تقييم أسباب سلوك الشخص، نرى أن السلوك الإيجابي يكون متأصلا في الشخص غالبا، أما السلوك السلبي فيحتمل أن يكون مكتسبا من الظروف المحيطة.

## في الإدراك
في مواقع التواصل الاجتماعي كتويتر أو انستغرام، يفضل المستخدمون نشر الأخبار الإيجابية، والتأثر بها عاطفيا أكثر من الأخبار السلبية.
طبقا للبحوث التي سجلها دان زاريلا، كلما كان الشخص أكثر إيجابية في وسائل التواصل الاجتماعي، كلما زاد عدد المتابعين لأن «المستخدمين يصبحون أقل تفاعلا عندما يصبح المحتوى في واجهات صفحاتهم سلبيا» (لي 1).لذلك، عندما ينشر شخص العديد من الأشياء الأيجابية، وهذا ما يجعل الناس أكثر أرادة في تواجد ذلك الشخص على واجهة وسائل التواصل الأجتماعي الخاصة بهم. يبحث الناس المتواجدون على وسائل التواصل الأجتماعي عن الإيجابية.